# Убийство Сары Эверард
Убийство Сары Эверард — убийство директора по маркетингу Сары Эверард, совершённое вечером 3 марта 2021 года на юге Лондона.
Вечером 3 марта 2021 года 33-летняя Сара Эверард была похищена в Южном Лондоне, Англия, когда она шла домой в район Брикстон-Хилл из дома друга, жившего недалеко от Клэпхем-Коммон. Она была остановлена констеблем столичной полиции Уэйном Казенсом, который представился полицейским, надел на неё наручники и посадил в свою машину. Казенс отвез Эверард в Дувр, где изнасиловал и задушил, после чего сжёг тело и выбросил останки в близлежащий пруд.
9 марта 2021 года Казенс был арестован в Диле, графство Кент, сначала по подозрению в похищении Эверард, а затем — в её убийстве. Останки Эверард были обнаружены в лесу недалеко от Ашфорда, графство Кент, 10 марта. После их опознания Казенсу было предъявлено обвинение в похищении и убийстве.
8 июня 2021 года Казенс признал себя виновным в похищении и изнасиловании Эверард и принял ответственность за её смерть. 9 июля он признал себя виновным в её убийстве. 30 сентября 2021 года он был приговорён к пожизненному заключению.
13 марта в Лондоне прошла панихида в честь Сары Эверард, вызвавшая неоднозначную реакцию полиции и четыре ареста за нарушение правил, связанных с эпидемией COVID-19.
Убийство вызвало широкую дискуссию о роли полиции в британском обществе и безопасности женщин в Великобритании. Специальной комиссии под председательством юриста Элиш Анджолини было поручено расследовать, как Казенсу было разрешено служить в полиции, несмотря на его историю предполагаемых сексуальных преступлений.

## Биография жертвы
Сара Эверард выросла в Йорке, где училась в школе Фулфорд. Она изучала гуманитарную географию в Обществе Святого Катберта Даремского университета (2005—2008). Незадолго до смерти жила в районе Брикстон-Хилл и работала директором по маркетингу в агентстве цифровых медиа.

## Инцидент и расследование
Около 21:00 по Гринвичу 3 марта 2021 года Сара Эверард вышла из дома друга в Клэпхэме, к западу от Клэпхэм-Коммон. Считается, что она прошла через холм по южной кольцевой дороге A205 на пути к своему дому. Она говорила со своим парнем по мобильному телефону около пятнадцати минут и согласилась встретиться с ним на следующий день. В 21:30 последний раз ее видели на кадрах, снятых камерой дверного звонка на Пойндерс-роуд. Запись с камер видеонаблюдения из автобуса, проезжающего по ее маршруту, способствовала расследованию. Ее парень обратился в полицию 4 марта после того, как она не встретилась с ним.
10 марта полиция обыскала лесной массив возле бывшего развлекательного центра в Грейт-Карте, в 2 мили (3,2 км) от Ашфорда, Кент, где нашли человеческие останки в большом мешке. Они также обыскали гараж, связанный с подозреваемым, на вершине Белых скал, рядом с батареей Святого Мартина. 12 марта тело Эверард было опознано по стоматологическим записям.
14 марта полиция оцепила 50 метров (160 футов) раздела The Rope Walk в Сануидже, Кент, в связи с расследованием. Мэр Сануиджа Джефф Франклин указал, что кордоном была ограничена 1 квадратная миля (2,6 км2).

## Подозреваемый и судебное разбирательство
9 марта полиция Кента арестовала Уэйна Казенса, 48-летнего констебля Столичной полиции, имеющего право на ношение огнестрельного оружия, в его доме в Диле по подозрению в похищении. 10 марта, в день обнаружения останков Эверард, он был повторно арестован по подозрению в убийстве.
Казенс был зачислен в столичную полицию в сентябре 2018 года и назначен в отдел парламентской и дипломатической защиты, отвечающий за охрану дипломатических представительств. Женщина, проживающая по его адресу, была арестована по подозрению в пособничестве преступнику, после чего освобождена без предъявления обвинений.
11 марта Казенс был ненадолго госпитализирован из-за травмы головы, полученной во время содержания под стражей, прежде чем вернуться в полицейский участок . По сведениям полиции, травма была получена, когда он был один в своей камере. Однако на следующий день он снова получил повреждение.
Казенс был обвинен в похищении и убийстве Эверард 12 марта с санкции Королевской прокуратуры.
30 сентября 2021 года Казенс был приговорён к пожизненному заключению без права досрочного освобождения.

## Общественная реакция
10 марта 2021 года перед штаб-квартирой столичной полиции в Нью-Скотланд-Ярде прошла молчаливая панихида. Акция «Восстановите закон на улицах», запланированная на 13 марта на Клэпхэм-Коммон, была отменена после того, как были прерваны переговоры с полицией. Полиция сообщила организаторам, что собрание будет считаться незаконным в связи с ограничениями пандемии COVID-19, и суд отказал в просьбе вмешаться в решение полиции. Подобные мероприятия, запланированные в Эдинбурге и Кардиффе, были официально отменены в пользу онлайн-мероприятий. Однако бдения по-прежнему проводились в нескольких британских городах, включая Бирмингем, Бристоль, Кардифф, Эдинбург, Лидс, Ноттингем и Шеффилд.
После исчезновения и смерти Сары Эверард министр внутренних дел Прити Пател опубликовала заявление, в котором говорится, что каждая женщина должна чувствовать себя в безопасности, гуляя по нашим улицам, не опасаясь преследований или насилия, в то время как мэр Лондона Садик Хан заявил, что улицы Лондона небезопасны для женщин и девочек. Патель объявила, что рассматриваются новые законы для защиты женщин от сексуальных домогательств в общественных местах, в том числе ввод статьи за публичные домогательства.
Столичная полиция обратилась в Независимое управление по вопросам поведения полиции (IOPC) с просьбой провести расследование относительно того, отреагировали ли два офицера должным образом на сообщение от 28 февраля о том, что Казенс неприлично вёл себя в южной части Лондона. Его задержали по подозрению в совершении этого преступления уже после обвинения в убийстве.
13 марта 2021 год в Кэптхэмской общине состоялось бдение в честь Эверард. В начале дня сотни людей пришли засвидетельствовать свое почтение. Кэтрин, герцогиня Кембриджская, выступила а Кенсингтонском дворце с заявлением, в котором сказала, что «помнит, каково было гулять по ночному Лондону перед замужеством».
В 18:00, когда большая толпа собралась у эстрады парка, чтобы послушать речи, четыре человека были арестованы за нарушение общественного порядка и за нарушение Закона о коронавирусе 2020 года. Решение столичной полиции разогнать толпу, и ее поведение при насильственном аресте посетителей и переходе через возложенные ими цветы вызвали общественный гнев. Сэр Кейр Стармер, лидер Лейбористской партии, назвал реакцию полиции «глубоко тревожной». Премьер-министр Борис Джонсон сказал, что он «обеспокоен» видеозаписями событий. Мэр Хан назвал действия полиции и аресты «несоразмерными и неуместными».
Сэр Эд Дэйви, лидер либерал-демократов, призвал к отставке комиссара полиции Даму Крессиду Дик. Дик отказалась уйти в отставку и отвергла критику реакции полиции. Помощник комиссара Хелен Болл заявила, что акция была необходима, поскольку «сотни людей стояли вместе, что создавало вполне реальный риск легкого заражения COVID-19», а федерация столичной полиции заявила, что нападению подверглись 26 полицейских. Министр внутренних дел Прити Патель поручила «изучить извлеченные уроки из полицейской службы на мероприятии», которая должна быть проведена инспекцией полиции Её Величества, надзирающей за действиями полиции.
14 марта более 1000 человек прошли маршем протеста от Нью-Скотланд-Ярда на Парламентскую площадь. Реакция полиции была описана как «невмешательство» и «заметно отличающаяся» от реакции 13 марта.